# Lac de Märjelen
 (septembre 2024).
Le lac de Märjelen est un lac de Suisse.

## Caractéristiques
Lac glaciaire situé près du glacier d'Aletsch dans le canton du Valais, il se forme dans le vallon du Märjela qui est perpendiculaire à la partie médiane du glacier.

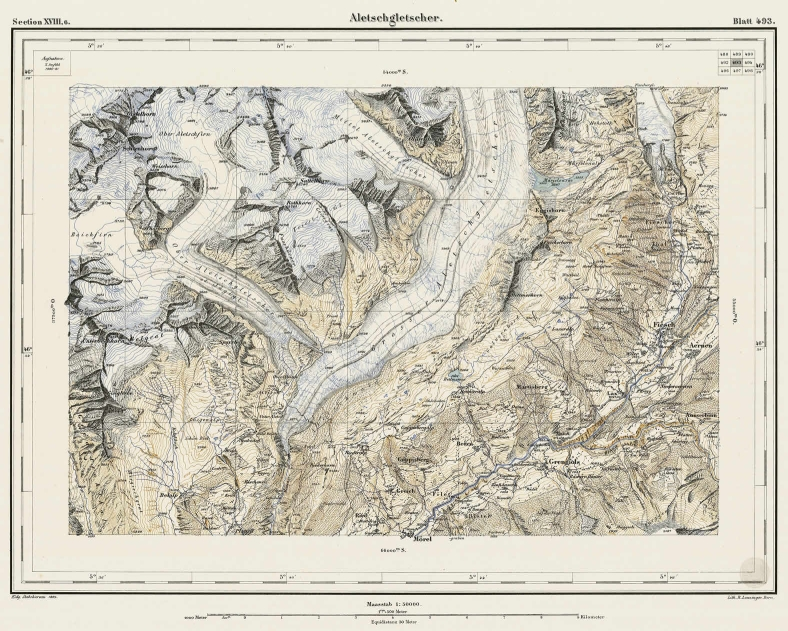
Carte Siegfried de 1882 avec le lac de Märjelen (en haut à droite) près de la langue glaciaire.

Le niveau du lac dépend fortement des fissures et des déplacements des glaces qui retiennent les eaux. Selon la configuration du glacier, il arrive que le lac se vide complètement de manière soudaine : ce phénomène occasionna plusieurs catastrophes par le passé mais a été résolu durant l'été 1895 grâce à la réalisation d'une galerie de vidange menant à Fiesch. Un lac se trouve un peu plus haut dans le vallon : le Vordersee. 
Avec le recul du glacier d'Aletsch (l'altitude de la surface a diminué de 70 mètres depuis les années 1920), la superficie du lac de Märjelen s'est réduite d'environ 40 ha à seulement 0,3 ha. Jusque dans les années 1870, le lac pouvait atteindre un kilomètre de long et s'étirait dans le vallon du Märjela. Des photos datant du début du XXe siècle attestent de la taille imposante du lac à cette époque. La carte Siegfried remontant à 1882 donne une idée encore plus précise des dimensions du plan d'eau. Aujourd'hui encore, il est possible d'imaginer le niveau du lac grâce aux traces laissées par le glacier sur les versants.